# ألان بوكانان
ألان بوكانان هو سياسي كندي، ولد في 28 أكتوبر 1952 في كندا. حزبياً، نشط في الحزب الليبرالي في جزيرة الأمير إدوارد ‏.